# Kylion
Kylion è una serie a fumetti della Disney Italia di genere fantascientifico, pubblicata a partire dal giugno 2004 al giugno 2005 con il marchio Buena Vista Comics dopo i successi di W.I.T.C.H. e Monster Allergy. I protagonisti sono personaggi umani.
Il titolo della serie, ideata da Francesco Artibani e Giulio De Vita, rispettivamente scrittore e disegnatore del primo numero (giugno 2004), è anche il nome del pianeta sul quale il fumetto è ambientato.

## Struttura dell'albo
Ogni numero presenta un'unica lunga storia e un ricco apparato redazionale, con un calendario degli eventi principali del mese, una pagina della posta, articoli e approfondimenti sul mondo dello sport, del divertimento, dei videogiochi ed eventuali schede di approfondimento sulla storia.
La storia richiama in maniera abbastanza esplicita il romanzo Progetto coscienza di Frank Herbert e le opere di Isaac Asimov, nonché i fumetti degli X-Men. Dal punto di vista grafico il primo numero di De Vita ha anche impostato una linea grafica cui più o meno si attengono tutti i disegnatori.

## Trama
Il 31 dicembre 2582, dalla base di Viking Valley su Marte partono 50 navette di classe Colony. Gli esseri umani, infatti, per sopravvivere e salvarsi da un imminente disastro ecologico, avviano un programma di colonizzazione spaziale iniziato giusto cinque secoli prima. Da allora, grazie alle stazioni orbitanti terraformanti, macchine in grado di creare una nuova atmosfera adatta alla vita umana anche negli ambienti più ostili, l'Unione Terrestre si è trasferita su Marte, lasciando il pianeta Terra alla natura, che lo ha reso nuovamente abitabile.
Ora, però, l'Unione decide di dare inizio ad una nuova era nell'esplorazione spaziale, cercando di migliorare la conoscenza del Sistema Solare e di colonizzare, quindi, i suoi pianeti. Ogni Colony ha un'unità centrale, un SBS (organismo SintoBioSenziente), volgarmente detto rimembrante (una sorta di computer vivente, un incrocio tra la Suprema Intelligenza dei Kree e Brainiac, il nemico di Superman - vedi anche Terra 2).
A questa particolare unità viene assegnato un duplice compito: portare la Colony alle coordinate spaziotemporali indicate e crescere, in un arco di tempo di circa 30 anni, il suo equipaggio. Il viaggio, molto lungo, viene infatti assegnato a degli equipaggi che crescono durante il percorso di avvicinamento, per ottenere, alla fine, un gruppo di adulti pronti ad affrontare qualsiasi evenienza e con tutte le conoscenze necessarie per portare avanti la missione.
Qualcosa, però, sulla Colony 6, sembra non funzionare. L'SBS che la guida è costretta a fare un atterraggio di fortuna su un pianeta che si rivelerà poi essere Kylion; la missione, però, è stata interrotta dopo appena 16 anni e perciò l'equipaggio che si risveglia è composto da semplici adolescenti, che pur avendo già un buon bagaglio di conoscenze e dei poteri che svilupperanno nel corso della storia, si portano dietro anche i problemi legati a questa delicata età. Il gruppo di sei ragazzi inizia, perciò, l'esplorazione del pianeta, nonostante Calliope si risvegli senza voce e Raiden continui a dare problemi, dando sfogo al suo desiderio di lotta ed alla sua continua curiosità.
Durante l'esplorazione scopriranno che, in realtà, il pianeta è abitato. Giungeranno proprio nel momento in cui gli abitanti si riprendono da una sorta di letargo invernale. Durante la stagione denominata del grande sonno, il sole maggiore di Kylion brilla più forte, emanando radiazioni dannose per gli abitanti, che quindi sono costretti a rifugiarsi sottoterra. Il gruppo arriva proprio mentre gli edifici principali della capitale del pianeta, Planaval, con i suoi abitanti, ritornano in superficie. La coincidenza, però, sarà fatale a Zog, il custode della città, che per aver fatto entrare degli esseri viventi in città durante il periodo del grande sonno, verrà radiato dall'ordine dei guardiani, l'esercito di difesa di ogni città kyloniana.
Il gruppo, durante la sua permanenza sul pianeta, dovrà in un primo tempo affrontare l'ostilità di alcuni dei membri più importanti della società kylioniana che vedono nella loro presenza un pericolo per il quieto vivere. E avranno ragione, perché i terrestri si prepareranno ad affrontare una vera e propria invasione su un pianeta sostanzialmente pacifico, costringendo i colonizzatori ad una difficile scelta.

## Personaggi
L'equipaggio della Colony 6 è composto da sei elementi:
- Tanner: è il comandante, dal polso fermo, cerca di guidare il gruppo con autorevolezza, applicando le poche tecniche di strategia militare apprese durante il viaggio. Riflette molto prima di agire, ha a cuore solo il bene dell'equipaggio, ma si comporta in maniera matura e introversa. Tanner è comunque capace di provare emozioni sotto il duro guscio che mostra. Ha la capacità di vedere brevi stralci di futuro.
- Raiden: l'ufficiale militare, che si ritrova spesso opposto a Tanner, disobbedendo ai suoi ordini e procurando, sovente, non pochi problemi. Non è molto portato al pensare prima di agire, o al pensare in generale; spesso finisce col mettere nei guai l'equipaggio, quasi sempre in maniera quasi letale. È stato addestrato dalla memoria della nave ad essere un tipo pratico, un perfetto soldato: vede le cose in maniera terra-terra, e non agisce per il bene proprio quanto per il bene della missione. Tende tuttavia a prendere decisioni autonome con conseguenze negative o positive. Ad un certo punto, tradisce la squadra alleandosi con Navarra, ma quando capisce che il comandante cura il proprio interesse personale anziché quello dell'umanità, torna dai suoi amici. Per via delle differenze, esiste una grande tensione tra Raiden e Cole, dovuta anche al fatto che Raiden ha fatto inavvertitamente precipitare lui e Calliope in una tempesta. La sua capacità principale è la grande agilità, coadiuvata da una forza sovrumana che si sviluppa soprattutto quando è sotto pressione.
- Mita: ingegnere meccanico, si occupa delle riparazioni e dei macchinari, dei quali conosce molti particolari. È provvista di una forte dose di ironia, soprattutto verso Raiden. Con Tanner ha più che altro un rapporto aggressivo, probabilmente per la sua natura fredda, che a volte ferisce emotivamente altri membri dell'equipaggio. Si comporta in maniera allegra ed estroversa, ma sa vedere le situazioni in maniera analitica. Oltre ad essere di natura ottimista, si comporta con fare materno verso il resto della ciurma. La sua capacità principale consiste nelle grandi doti meccaniche, visto che riesce a riparare un motore Kylioniano, facendo addirittura avanzare dei pezzi.
- Cole: l'ufficiale medico, molto intelligente e dall'animo sensibile. Tra lui e Raiden c'è un forte attrito, per la natura immatura del militare e perché per colpa sua, Cole e Calliope sono quasi morti in una tempesta. Nonostante sembri facile da impressionare, sa mantenere un invidiabile sangue freddo in situazioni estreme: nel Deserto Bianco si fa calare in un buco largo neanche mezzo metro, per trovare del cibo; durante l'attacco della Shriba, non si fa prendere dal panico e riesce, da solo, ad uccidere l'intera pianta. È innamorato di Calliope.
- Erin: assistente di rotta, con preparazione matematica e topografica, sa leggere le mappe spaziali. Sembra una bambina in confronto ad altri membri del gruppo; è emotivamente fragile e basta poco per rattristarla. Come Raiden pensa poco prima di agire. Questi non la giudica per gli errori che commette e più che altro si preoccupa per lei.
- Calliope: bioanalista, con conoscenze botaniche e chimiche, rispetta la vita in ogni sua forma. La sofferenza di qualunque creatura si ripercuote su di lei. Ha perduto la voce, ma ha guadagnato dei poteri telepatici, grazie ai quali può penetrare nelle menti delle persone e degli esseri viventi.

## Episodi
| Nr. | Titolo                 | Data           | Soggetto             | Sceneggiatura        | Disegni                                       | Copertina                           |
| --- | ---------------------- | -------------- | -------------------- | -------------------- | --------------------------------------------- | ----------------------------------- |
| 1   | Colony 6               | giugno 2004    | Francesco Artibani   | Francesco Artibani   | Giulio De Vita                                | Lucio Leoni                         |
| 2   | Fuoco e acciaio        | luglio 2004    | Francesco Artibani   | Francesco Artibani   | Paolo Mottura, Lucio Leoni                    | Marco Ghiglione                     |
| 3   | La stagione del vento  | agosto 2004    | Francesco Artibani   | Francesco Artibani   | Elena Pianta                                  | Marco Ghiglione                     |
| 4   | Un nuovo giorno        | settembre 2004 | Michele Medda        | Michele Medda        | Lucio Leoni                                   | Marco Ghiglione                     |
| 5   | Il viaggio             | ottobre 2004   | Stefano Vietti       | Stefano Vietti       | Giancarlo Olivares, Raffella Seccia           | Marco Ghiglione                     |
| 6   | La fiera di Bashka     | novembre 2004  | Stefano Vietti       | Stefano Vietti       | Giulio De Vita                                | Lucio Leoni                         |
| 7   | Dalle stelle           | dicembre 2004  | Michelangelo La Neve | Michelangelo La Neve | Valter Venturi, Cristiano Cucina              | Lucio Leoni                         |
| 8   | Il deserto bianco      | gennaio 2005   | Michelangelo La Neve | Michelangelo La Neve | Alessandro Calore                             | Lucio Leoni                         |
| 9   | Nindra                 | febbraio 2005  | Lorenzo Bartoli      | Lorenzo Bartoli      | Lucio Leoni                                   | Lucio Leoni                         |
| 10  | Ad-Vance               | marzo 2005     | Riccardo Secchi      | Riccardo Secchi      | Emilio Urbano, Manuela Razzi, Roberta Zanotta | Lucio Leoni                         |
| 11  | La scelta di Raiden    | aprile 2005    | Riccardo Secchi      | Michele Medda        | Alessandro Calore                             | Lucio Leoni                         |
| 12  | Missione nello spazio  | maggio 2005    | Riccardo Secchi      | Stefano Vietti       | Elena Pianta                                  | Lucio Leoni                         |
| 13  | La battaglia di Kylion | giugno 2005    | Riccardo Secchi      | Stefano Vietti       | Roberto Marini, Gianmarco Villa               | Marco Ghiglione, Cristina Giorgilli |

## Fauna
- Lav'iatan: sono dei grossi pesci dai colori blu, verde e porpora con delle strisce bianche pallide su tutto il corpo, si nutrono di pesci più piccoli e di molluschi che trovano in superficie o in profondità.
- Ras'scim: sono delle scimmie grigie dal carattere irrequieto e dal muso a becco munito di denti affilati, esse si nutrono di frutti e occasionalmente di insetti e di piccoli animali.
- Frim'ures: si tratta di un animale di medio-piccole dimensioni dal colore bluastro che si nasconde in tronchi o in mezzo ai cespugli per tendere agguati alle sue prede. Esso, quando si spaventa, emette una specie di rantolo e alza il collare di pelle che tiene abbassato mentre caccia. Il frim'ures si nutre di tutto quello che riesce a uccidere. La sua dieta varia dagli insetti agli animali di media grandezza come i ras'scim.
- Libelotteri: sono dei piccoli insetti volanti dall'aspetto tutt'altro che bello, si nutrono del polline di qualsiasi fiore e, qualche volta si nutre del sangue di piccoli animali. Il liberottero vola emettendo una frequenza molto bassa di rumore. Cerca di mimetizzarsi quando è spaventato, infatti ha dei piccoli organi esterni in grado di cambiare colore al suo esoscheletro.
- Sharquan: si tratta di una creatura dai colori marrone rossastro che vive nei profondi pozzi di k; è cieco, mentre l'olfatto e l'udito sono molto sviluppati. Si nutre dei piccoli animali bioluminescenti che vivono nelle gallerie dell'ambiente in cui vive e degli shriba, soprattutto dei boccioli di questo fiore poiché i boccioli non hanno le sostanze allucinogene di cui sono dotati i fiori adulti.
- Moor'ghi: si tratta di erbivori di colore marrone viola scuro dall'aspetto di una capra, si nutrono di vegetazione bassa come l'erba o le foglie dei cespugli.
- G'wen: sono anche chiamati ali delle paludi dai nativi di Kylion, sono degli uccelli che sulle ali al posto di piume hanno membrane che facilitano il volo, il "decollo" e l'atterraggio, i loro colori variano dal verde al viola e dal blu al rosso. Si nutrono di pesci e di insetti che vivono negli stagni delle pianure o delle paludi.
- K'morg: sono dei grossi insetti carnivori che vivono nelle paludi. I suoi colori sono diversi a seconda della specie e della classe nell'alveare. Essi si nutrono degli altri animali e degli altri insetti come i libelotteri, vivono in alveari di fango e terriccio a forma di piramide.